# Gregorio Napoli
Gregorio Napoli (Palermo, 2 agosto 1934 – Palermo, 2 aprile 2010) è stato un critico cinematografico e giornalista italiano.

## Biografia
Laureato in Giurisprudenza nel 1956, dopo aver scritto sulle riviste Ateneo palermitano e Corriere del cinema, comincia nel 1958 la collaborazione professionale col settimanale Il domani. Dal 1963 è il critico del quotidiano Telestar. Collaboratore del Giornale di Sicilia dal 1965, ha lavorato con numerose altre riviste specializzate (Quaderni di cinema, Film selezione, Civiltà dell'immagine, Cinemasud) e programmi televisivi (Cinematografo su Raiuno). Uno dei fondatori del Sindacato nazionale critici cinematografici italiani, ha pubblicato numerosi volumi di critica e storia del cinema, fra cui Pianeta cinema, 1895 - 1985.
Nei panni di sé stesso ha partecipato a vari film, tra i quali La rabbia di Louis Nero, Arrùso, Come inguaiammo il cinema italiano e Il ritorno di Cagliostro di Ciprì e Maresco, Sud Side Stori di Roberta Torre, Lo chiamavano Zecchinetta di Nicola Palmeri.

## Saggi e studi
- Pianeta cinema, 1895-1985, Agrigento, Centro di ricerca per la narrativa e il cinema, 1986
- Il cinema di Buonenotti, Palermo, Kubos, 1998, EAN 2560888036761
- NeroAlNero. Identificazione di Louis Nero, cineasta indipendente, Taranto, Barbieri Selvaggi, 2008, ISBN 88-61-8712-16
- Lanterna magica. Cineterapia e poesia al Lido fra sogno e bisogno (con Paola Dei), Salerno, Booksprint, 2010, ISBN 88-96-3449-99

## Onorificenze e premi
- Premio Efebo d'oro per il volume Pianeta cinema, 1895-1985, 1986
- Premio "Domenico Meccoli Scriveredicinema", 2003
- Medaglia dell'Ordine professionale[7]